# Clerén
El clerén, también conocido como triculí, pitrichi o tapa floja es una bebida alcohólica originaria de Haití y tomada en las zonas fronterizas de República Dominicana. Es consumida entre las clases más pobres debido a que es de fabricación casera e ilegal y por lo tanto su precio es bastante más económico. Conlleva varios riesgos para la salud según se ha constatado porque contiene formaldehído, intoxicando varios órganos vitales del cuerpo humano.
Se produce usando guarapo, caña de azúcar, frutas fermentadas, raíces de guayacán, corteza de caoba e ingentes cantidades del tóxico metanol obtenido añadiendo diluyentes como elThinner. También se le agregan desechos de aves, tripas y cabeza de pollo, que en estado de putrefacción generan más rápido el alcohol. Su proceso de destilación se diferencia al del ron en que no se refina.
Generalmente es consumido por personas de escasos recursos, pues el clerén es muchísimo más barato que el Ron legal común y corriente. Se fabrica en destilerías clandestinas y traspatios de casuchas de barrios marginados con muy poca higiene y destilado usando herramientas rudimentarias. Se vende al granel y los compradores que quieren tomar, traen sus propios envases, o bien, se envasa en botellas o en recipientes ya usados.
En Haití, el clerén se prepara en destilerías llamadas Guildives y se bebe en ciertos rituales de vudú.
El negocio ilegal de esta bebida también se desarrolla en República Dominicana, país al que se introdujo gracias al contrabando en la frontera que divide a ambos países, y es fabricado, vendido y consumido en las mismas condiciones, y por el mismo segmento poblacional mencionado líneas arriba. También se vende en colmados. El Gobierno Dominicano ha tomado medidas para evitar la propagación de esta bebida adulterada.
Existe una variante dominicana del clerén, llamada Berunte, fermentado a partir de maíz (que es el más común), arroz, melón, piña o trigo.

## Riesgos
Durante la pandemia por coronavirus su consumo aumentó notablemente, entre otras cosas, porque se recomendaba como supuesto remedio para prevenir el contagio. El Ministro de Salud Pública dominicano, Rafael Sánchez Cárdenas, advirtió que se estaban detectando composiciones de «más de un 50% de metanol». A fecha de junio de 2020 hubo 203 muertos por clerén en República Dominicana.